# 14, fuld og for meget
14, fuld og for meget er en dansk ungdomsfilm fra 2004 om alkoholmisbrug med instruktion og manuskript af Jesper Troelstrup.

## Handling
Tue drikker tit og tæt. Egentlig er han sej og charmerende, men pigerne gider ham ikke, når han er fuld. Og det er netop pigerne, som fylder allermest i Tues univers. Filmen følger Tue og kammeraterne fra 8.C gennem nogle måneder, hvor de fester og drikker i fritiden, mens de i skolen får til opgave at lave en film med temaet: "Danske unge drikker mest i Europa - hvorfor?". Tue lever som mange andre 14-årige et dobbeltliv; hjemme er Tue en fornuftig velbegavet dreng, der klarer sig godt i skolen. Men sammen med vennerne slår han sig løs. Tue drikker mere end de fleste, og de piger, han så bliver modig nok til at lægge an på, fortæller ham uden omsvøb, at han er for meget, når han er fuld, og at han skal skrue ned for alkoholforbruget, hvis han vil have en kæreste.